# Ayguatébia-Talau
Ayguatébia-Talau là một xã thuộc tỉnh Pyrénées-Orientales trong vùng Occitanie phía nam Pháp.